# 와타나베 겐타
와타나베 겐타(일본어: 渡辺 健太, 1998년 4월 28일~)는 일본의 축구 선수이다.

## 구단 경력
그는 2017년 J2리그의 FC 마치다 젤비아에 입단했다. 2020년 J3리그의 후쿠시마 유나이티드 FC로 이적했다. 2021년 가마타마레 사누키로 이적했다. 2023년 아술 클라로 누마즈로 이적했다.